# WTA-toernooi van Indian Wells
Het WTA-toernooi van Indian Wells is een jaarlijks terugkerend tennistoernooi voor vrouwen dat wordt georganiseerd in het Amerikaanse plaatsje Indian Wells, dat circa 185 kilometer ten oosten van het centrum van Los Angeles ligt. In 1991 was Palm Springs (21 kilometer van Indian Wells) de plaats van handeling. De officiële naam van het toernooi is BNP Paribas Open.
Traditioneel wordt dit toernooi gehouden in maart. Tegelijkertijd wordt op dezelfde locatie het ATP-toernooi van Indian Wells voor de mannen gehouden.
Het toernooi heeft in het professionele vrouwentennis de hoogste status ("Premier Mandatory") na de grandslamtoernooien. Het toernooi is een van de vier WTA-toernooien waar speelsters verplicht aan deel moeten nemen. Dit toernooi en het gecombineerde WTA/ATP-toernooi van Miami zijn de enige toernooien waarbij gespeeld wordt over meer dan acht dagen. Bij de vrouwen wordt sinds 2001 meestal begonnen op woensdag en de finale gespeeld op de zondag elf dagen erna. Bij de mannen wordt meestal op donderdag begonnen en de finale gespeeld op de zondag tien dagen erna. Bij zowel de mannen als de vrouwen zijn 96 plaatsen beschikbaar. De 32 geplaatste spelers krijgen een vrijstelling voor de eerste ronde.
Het toernooi wordt gespeeld op hardcourt en is het best bezochte tennisevenement buiten de vier grandslamtoernooien, met een gemiddeld aantal bezoekers van 370.000 per toernooi.

## Officiële namen
- 1989: Virginia Slims of Indian Wells Palm Springs
- 1990: Virginia Slims of Indian Wells
- 1991: Virginia Slims of Palm Springs
- 1992–1993: Matrix Essentials Evert Cup
- 1994: Evert Cup
- 1995–1998: State Farm Evert Cup
- 1999: Evert Cup
- 2000–2001: Tennis Masters Series
- 2002–2008: Pacific Life Open
- 2009–heden: BNP Paribas Open

## Meervoudig winnaressen enkelspel
| speelster           | aantal titels | in de jaren |
| ------------------- | ------------- | ----------- |
| Martina Navrátilová | 2             | 1990, 1991  |
| Mary Joe Fernandez  | 2             | 1993, 1995  |
| Steffi Graf         | 2             | 1994, 1996  |
| Lindsay Davenport   | 2             | 1997, 2000  |
| Serena Williams     | 2             | 1999, 2001  |
| Daniela Hantuchová  | 2             | 2002, 2007  |
| Kim Clijsters       | 2             | 2003, 2005  |
| Maria Sjarapova     | 2             | 2006, 2013  |
| Viktoryja Azarenka  | 2             | 2012, 2016  |
| Iga Świątek         | 2             | 2022, 2024  |

## Enkel- en dubbelspeltitel in één jaar
| speelster         | in het jaar |
| ----------------- | ----------- |
| Lindsay Davenport | 1997, 2000  |
| Vera Zvonarjova   | 2009        |

## Finales

### Enkelspel
| Datum      | Naam                                       | Cat.                                       | ($)                                        | Ondergrond                                 | Winnares                                   | Verliezend finaliste                       | Uitslag                                    |                                            |
| ---------- | ------------------------------------------ | ------------------------------------------ | ------------------------------------------ | ------------------------------------------ | ------------------------------------------ | ------------------------------------------ | ------------------------------------------ | ------------------------------------------ |
| 1989-03-06 | VS of Indian Wells                         | Tier III                                   | 250.000                                    | hardcourt, buiten                          | Manuela Maleeva                            | Jenny Byrne                                | 6-4, 6-1                                   | details                                    |
| 1990-02-26 | VS of Indian Wells                         | Tier II                                    | 350.000                                    | hardcourt, buiten                          | M Navrátilová                              | Helena Suková                              | 6-2, 5-7, 6-1                              | details                                    |
| 1991-02-25 | VS of Palm Springs                         | Tier II                                    | 350.000                                    | hardcourt, buiten                          | M Navrátilová                              | Monica Seles                               | 6-2, 7-6                                   | details                                    |
| 1992-02-24 | Matrix Essentials Evert Cup                | Tier II                                    | 350.000                                    | hardcourt, buiten                          | Monica Seles                               | Conchita Martínez                          | 6-3, 6-1                                   | details                                    |
| 1993-02-22 | Matrix Essentials Evert Cup                | Tier II                                    | 375.000                                    | hardcourt, buiten                          | MJ Fernandez                               | Amanda Coetzer                             | 3-6, 6-1, 7-6                              | details                                    |
| 1994-02-21 | Evert Cup                                  | Tier II                                    | 400.000                                    | hardcourt, buiten                          | Steffi Graf                                | Amanda Coetzer                             | 6-0, 6-4                                   | details                                    |
| 1995-02-27 | State Farm Evert Cup                       | Tier II                                    | 430.000                                    | hardcourt, buiten                          | MJ Fernandez                               | Natallja Zverava                           | 6-4, 6-3                                   | details                                    |
| 1996-03-08 | State Farm Evert Cup                       | Tier II                                    | 550.000                                    | hardcourt, buiten                          | Steffi Graf                                | Conchita Martínez                          | 7-6, 7-6                                   | details                                    |
| 1997-03-07 | State Farm Evert Cup                       | Tier I                                     | 1.250.000                                  | hardcourt, buiten                          | Lindsay Davenport                          | Irina Spîrlea                              | 6-2, 6-1                                   | details                                    |
| 1998-03-06 | State Farm Evert Cup                       | Tier I                                     | 1.250.000                                  | hardcourt, buiten                          | Martina Hingis                             | Lindsay Davenport                          | 6-3, 6-4                                   | details                                    |
| 1999-03-05 | Evert Cup                                  | Tier I                                     | 1.300.000                                  | hardcourt, buiten                          | Serena Williams                            | Steffi Graf                                | 6-3, 3-6, 7-5                              | details                                    |
| 2000-03-10 | Tennis Masters Series                      | Tier I                                     | 2.000.000                                  | hardcourt, buiten                          | Lindsay Davenport                          | Martina Hingis                             | 4-6, 6-4, 6-0                              | details                                    |
| 2001-03-08 | Tennis Masters Series                      | Tier I                                     | 2.050.000                                  | hardcourt, buiten                          | Serena Williams                            | Kim Clijsters                              | 4-6, 6-4, 6-2                              | details                                    |
| 2002-03-06 | Pacific Life Open                          | Tier I                                     | 2.100.000                                  | hardcourt, buiten                          | Daniela Hantuchová                         | Martina Hingis                             | 6-3, 6-4                                   | details                                    |
| 2003-03-05 | Pacific Life Open                          | Tier I                                     | 2.100.000                                  | hardcourt, buiten                          | Kim Clijsters                              | Lindsay Davenport                          | 6-4, 7-5                                   | details                                    |
| 2004-03-10 | Pacific Life Open                          | Tier I                                     | 2.100.000                                  | hardcourt, buiten                          | J Henin-Hardenne                           | Lindsay Davenport                          | 6-1, 6-4                                   | details                                    |
| 2005-03-09 | Pacific Life Open                          | Tier I                                     | 2.100.000                                  | hardcourt, buiten                          | Kim Clijsters                              | Lindsay Davenport                          | 6-4, 4-6, 6-2                              | details                                    |
| 2006-03-08 | Pacific Life Open                          | Tier I                                     | 2.100.000                                  | hardcourt, buiten                          | Maria Sjarapova                            | Jelena Dementjeva                          | 6-1, 6-2                                   | details                                    |
| 2007-03-07 | Pacific Life Open                          | Tier I                                     | 2.100.000                                  | hardcourt, buiten                          | Daniela Hantuchová                         | Svetlana Koeznetsova                       | 6-3, 6-4                                   | details                                    |
| 2008-03-12 | Pacific Life Open                          | Tier I                                     | 2.100.000                                  | hardcourt, buiten                          | Ana Ivanović                               | Svetlana Koeznetsova                       | 6-4, 6-3                                   | details                                    |
| 2009-03-11 | BNP Paribas Open                           | Premier Mandatory                          | 4.500.000                                  | hardcourt, buiten                          | Vera Zvonarjova                            | Ana Ivanović                               | 7-6, 6-2                                   | details                                    |
| 2010-03-10 | BNP Paribas Open                           | Premier Mandatory                          | 4.500.000                                  | hardcourt, buiten                          | Jelena Janković                            | Caroline Wozniacki                         | 6-2, 6-4                                   | details                                    |
| 2011-03-09 | BNP Paribas Open                           | Premier Mandatory                          | 4.500.000                                  | hardcourt, buiten                          | Caroline Wozniacki                         | Marion Bartoli                             | 6-1, 2-6, 6-3                              | details                                    |
| 2012-03-07 | BNP Paribas Open                           | Premier Mandatory                          | 5.500.000                                  | hardcourt, buiten                          | Viktoryja Azarenka                         | Maria Sjarapova                            | 6-2, 6-3                                   | details                                    |
| 2013-03-06 | BNP Paribas Open                           | Premier Mandatory                          | 6.020.268                                  | hardcourt, buiten                          | Maria Sjarapova                            | Caroline Wozniacki                         | 6-2, 6-2                                   | details                                    |
| 2014-03-05 | BNP Paribas Open                           | Premier Mandatory                          | 5.946.740                                  | hardcourt, buiten                          | Flavia Pennetta                            | Agnieszka Radwańska                        | 6-2, 6-1                                   | details                                    |
| 2015-03-11 | BNP Paribas Open                           | Premier Mandatory                          | 5.381.235                                  | hardcourt, buiten                          | Simona Halep                               | Jelena Janković                            | 2-6, 7-5, 6-4                              | details                                    |
| 2016-03-09 | BNP Paribas Open                           | Premier Mandatory                          | 6.844.139                                  | hardcourt, buiten                          | Viktoryja Azarenka                         | Serena Williams                            | 6-4, 6-4                                   | details                                    |
| 2017-03-08 | BNP Paribas Open                           | Premier Mandatory                          | 7.699.423                                  | hardcourt, buiten                          | Jelena Vesnina                             | Svetlana Koeznetsova                       | 6-7, 7-5, 6-4                              | details                                    |
| 2018-03-07 | BNP Paribas Open                           | Premier Mandatory                          | 7.972.535                                  | hardcourt, buiten                          | Naomi Osaka                                | Darja Kasatkina                            | 6-3, 6-2                                   | details                                    |
| 2019-03-06 | BNP Paribas Open                           | Premier Mandatory                          | 8.359.455                                  | hardcourt, buiten                          | Bianca Andreescu                           | Angelique Kerber                           | 6-4, 3-6, 6-4                              | details                                    |
| 2020       | toernooi geannuleerd wegens coronapandemie | toernooi geannuleerd wegens coronapandemie | toernooi geannuleerd wegens coronapandemie | toernooi geannuleerd wegens coronapandemie | toernooi geannuleerd wegens coronapandemie | toernooi geannuleerd wegens coronapandemie | toernooi geannuleerd wegens coronapandemie | toernooi geannuleerd wegens coronapandemie |
| 2021-10-06 | BNP Paribas Open                           | WTA 1000                                   | 8.761.725                                  | hardcourt, buiten                          | Paula Badosa                               | Viktoryja Azarenka                         | 7-6, 2-6, 7-6                              | details                                    |
| 2022-03-09 | BNP Paribas Open                           | WTA 1000                                   | 8.369.455                                  | hardcourt, buiten                          | Iga Świątek                                | Maria Sakkari                              | 6-4, 6-1                                   | details                                    |
| 2023-03-08 | BNP Paribas Open                           | WTA 1000                                   | 8.800.000                                  | hardcourt, buiten                          | Jelena Rybakina                            | Aryna Sabalenka                            | 7-6, 6-4                                   | details                                    |
| 2024-03-06 | BNP Paribas Open                           | WTA 1000                                   | 9.258.080                                  | hardcourt, buiten                          | Iga Świątek                                | Maria Sakkari                              | 6-4, 6-0                                   | details                                    |
| 2025-03-05 | BNP Paribas Open                           | WTA 1000                                   | 9.489.532                                  | hardcourt, buiten                          | Mirra Andrejeva                            | Aryna Sabalenka                            | 2-6, 6-4, 6-3                              | details                                    |

### Dubbelspel
| Datum      | Naam                                       | Cat.                                       | ($)                                        | Ondergrond                                 | Winnaressen                                | Verliezend finalistes                      | Uitslag                                    |                                            |
| ---------- | ------------------------------------------ | ------------------------------------------ | ------------------------------------------ | ------------------------------------------ | ------------------------------------------ | ------------------------------------------ | ------------------------------------------ | ------------------------------------------ |
| 1989-03-06 | VS of Indian Wells                         | Tier III                                   | 250.000                                    | hardcourt, buiten                          | Hana Mandlíková Pam Shriver                | Rosalyn Fairbank Gretchen Magers           | 6-3, 6-7, 6-3                              | details                                    |
| 1990-02-26 | VS of Indian Wells                         | Tier II                                    | 350.000                                    | hardcourt, buiten                          | Jana Novotná Helena Suková                 | Gigi Fernández M Navrátilová               | 6-2, 7-6                                   | details                                    |
| 1991-02-25 | VS of Palm Springs                         | Tier II                                    | 350.000                                    | hardcourt, buiten                          | Finale niet gehouden wegens de regen       | Finale niet gehouden wegens de regen       | Finale niet gehouden wegens de regen       | details                                    |
| 1992-02-24 | Matrix Essentials Evert Cup                | Tier II                                    | 350.000                                    | hardcourt, buiten                          | C Kohde-Kilsch Stephanie Rehe              | Jill Hetherington K Rinaldi-Stunkel        | 6-3, 6-3                                   | details                                    |
| 1993-02-22 | Matrix Essentials Evert Cup                | Tier II                                    | 375.000                                    | hardcourt, buiten                          | Rennae Stubbs Helena Suková                | Ann Grossman Patricia Hy                   | 6-3, 6-4                                   | details                                    |
| 1994-02-21 | Evert Cup                                  | Tier II                                    | 400.000                                    | hardcourt, buiten                          | Lindsay Davenport Lisa Raymond             | Manon Bollegraf Helena Suková              | 6-2, 6-4                                   | details                                    |
| 1995-02-27 | State Farm Evert Cup                       | Tier II                                    | 430.000                                    | hardcourt, buiten                          | Lindsay Davenport Lisa Raymond             | Larisa Neiland Arantxa Sánchez             | 2-6, 6-4, 6-3                              | details                                    |
| 1996-03-08 | State Farm Evert Cup                       | Tier II                                    | 550.000                                    | hardcourt, buiten                          | Chanda Rubin Brenda Schultz                | Julie Halard Nathalie Tauziat              | 6-1, 6-4                                   | details                                    |
| 1997-03-07 | State Farm Evert Cup                       | Tier I                                     | 1.250.000                                  | hardcourt, buiten                          | Lindsay Davenport Natallja Zverava         | Lisa Raymond Nathalie Tauziat              | 6-3, 6-2                                   | details                                    |
| 1998-03-06 | State Farm Evert Cup                       | Tier I                                     | 1.250.000                                  | hardcourt, buiten                          | Lindsay Davenport Natallja Zverava         | Alexandra Fusai Nathalie Tauziat           | 6-4, 2-6, 6-4                              | details                                    |
| 1999-03-05 | Evert Cup                                  | Tier I                                     | 1.300.000                                  | hardcourt, buiten                          | Martina Hingis Anna Koernikova             | MJ Fernandez Jana Novotná                  | 6-2, 6-2                                   | details                                    |
| 2000-03-10 | Tennis Masters Series                      | Tier I                                     | 2.000.000                                  | hardcourt, buiten                          | Lindsay Davenport Corina Morariu           | Anna Koernikova Natallja Zverava           | 6-2, 6-3                                   | details                                    |
| 2001-03-08 | Tennis Masters Series                      | Tier I                                     | 2.050.000                                  | hardcourt, buiten                          | Nicole Arendt Ai Sugiyama                  | Virginia Ruano Paola Suárez                | 6-4, 6-4                                   | details                                    |
| 2002-03-06 | Pacific Life Open                          | Tier I                                     | 2.100.000                                  | hardcourt, buiten                          | Lisa Raymond Rennae Stubbs                 | Jelena Dementjeva Janette Husárová         | 7-5, 6-0                                   | details                                    |
| 2003-03-05 | Pacific Life Open                          | Tier I                                     | 2.100.000                                  | hardcourt, buiten                          | Lindsay Davenport Lisa Raymond             | Kim Clijsters Ai Sugiyama                  | 3-6, 6-4, 6-1                              | details                                    |
| 2004-03-10 | Pacific Life Open                          | Tier I                                     | 2.100.000                                  | hardcourt, buiten                          | Virginia Ruano Paola Suárez                | S Koeznetsova Jelena Lichovtseva           | 6-1, 6-2                                   | details                                    |
| 2005-03-09 | Pacific Life Open                          | Tier I                                     | 2.100.000                                  | hardcourt, buiten                          | Virginia Ruano Paola Suárez                | Nadja Petrova Meg Shaughnessy              | 7-6, 6-1                                   | details                                    |
| 2006-03-08 | Pacific Life Open                          | Tier I                                     | 2.100.000                                  | hardcourt, buiten                          | Lisa Raymond Samantha Stosur               | Virginia Ruano Meg Shaughnessy             | 6-2, 7-5                                   | details                                    |
| 2007-03-07 | Pacific Life Open                          | Tier I                                     | 2.100.000                                  | hardcourt, buiten                          | Lisa Raymond Samantha Stosur               | Chan Yung-jan Chuang Chia-jung             | 6-3, 7-5                                   | details                                    |
| 2008-03-12 | Pacific Life Open                          | Tier I                                     | 2.100.000                                  | hardcourt, buiten                          | Dinara Safina Jelena Vesnina               | Yan Zi Zheng Jie                           | 6-1, 1-6, [10-8]                           | details                                    |
| 2009-03-11 | BNP Paribas Open                           | Premier Mandatory                          | 4.500.000                                  | hardcourt, buiten                          | Viktoryja Azarenka Vera Zvonarjova         | Gisela Dulko Shahar Peer                   | 6-4, 3-6, [10-5]                           | details                                    |
| 2010-03-10 | BNP Paribas Open                           | Premier Mandatory                          | 4.500.000                                  | hardcourt, buiten                          | Květa Peschke Katarina Srebotnik           | Nadja Petrova Samantha Stosur              | 6-4, 2-6, [10-5]                           | details                                    |
| 2011-03-09 | BNP Paribas Open                           | Premier Mandatory                          | 4.500.000                                  | hardcourt, buiten                          | Sania Mirza Jelena Vesnina                 | B Mattek-Sands Meg Shaughnessy             | 6-0, 7-5                                   | details                                    |
| 2012-03-07 | BNP Paribas Open                           | Premier Mandatory                          | 5.500.000                                  | hardcourt, buiten                          | Liezel Huber Lisa Raymond                  | Sania Mirza Jelena Vesnina                 | 6-2, 6-3                                   | details                                    |
| 2013-03-06 | BNP Paribas Open                           | Premier Mandatory                          | 6.020.268                                  | hardcourt, buiten                          | Jekaterina Makarova Jelena Vesnina         | Nadja Petrova Katarina Srebotnik           | 6-0, 5-7, [10-6]                           | details                                    |
| 2014-03-05 | BNP Paribas Open                           | Premier Mandatory                          | 5.946.740                                  | hardcourt, buiten                          | Hsieh Su-wei Peng Shuai                    | Cara Black Sania Mirza                     | 7-6, 6-2                                   | details                                    |
| 2015-03-11 | BNP Paribas Open                           | Premier Mandatory                          | 5.381.235                                  | hardcourt, buiten                          | Martina Hingis Sania Mirza                 | Jekaterina Makarova Jelena Vesnina         | 6-3, 6-4                                   | details                                    |
| 2016-03-09 | BNP Paribas Open                           | Premier Mandatory                          | 6.844.139                                  | hardcourt, buiten                          | Bethanie Mattek-Sands Coco Vandeweghe      | Julia Görges Karolína Plíšková             | 4-6, 6-4, [10-6]                           | details                                    |
| 2017-03-08 | BNP Paribas Open                           | Premier Mandatory                          | 7.699.423                                  | hardcourt, buiten                          | Chan Yung-jan Martina Hingis               | Lucie Hradecká Kateřina Siniaková          | 7-6, 6-2                                   | details                                    |
| 2018-03-07 | BNP Paribas Open                           | Premier Mandatory                          | 7.972.535                                  | hardcourt, buiten                          | Hsieh Su-wei Barbora Strýcová              | Jekaterina Makarova Jelena Vesnina         | 6-4, 6-4                                   | details                                    |
| 2019-03-06 | BNP Paribas Open                           | Premier Mandatory                          | 8.359.455                                  | hardcourt, buiten                          | Elise Mertens Aryna Sabalenka              | Barbora Krejčíková Kateřina Siniaková      | 6-3, 6-2                                   | details                                    |
| 2020       | toernooi geannuleerd wegens coronapandemie | toernooi geannuleerd wegens coronapandemie | toernooi geannuleerd wegens coronapandemie | toernooi geannuleerd wegens coronapandemie | toernooi geannuleerd wegens coronapandemie | toernooi geannuleerd wegens coronapandemie | toernooi geannuleerd wegens coronapandemie | toernooi geannuleerd wegens coronapandemie |
| 2021-10-06 | BNP Paribas Open                           | WTA 1000                                   | 8.761.725                                  | hardcourt, buiten                          | Hsieh Su-wei Elise Mertens                 | Veronika Koedermetova Jelena Rybakina      | 7-6, 6-3                                   | details                                    |
| 2022-03-09 | BNP Paribas Open                           | WTA 1000                                   | 8.369.455                                  | hardcourt, buiten                          | Xu Yifan Yang Zhaoxuan                     | Asia Muhammad Ena Shibahara                | 7-5, 7-6                                   | details                                    |
| 2023-03-08 | BNP Paribas Open                           | WTA 1000                                   | 8.800.000                                  | hardcourt, buiten                          | Barbora Krejčíková Kateřina Siniaková      | Beatriz Haddad Maia Laura Siegemund        | 6-1, 6-7, [10-7]                           | details                                    |
| 2024-03-06 | BNP Paribas Open                           | WTA 1000                                   | 9.258.080                                  | hardcourt, buiten                          | Hsieh Su-wei Elise Mertens                 | Storm Hunter Kateřina Siniaková            | 6-3, 6-4                                   | details                                    |
| 2025-03-05 | BNP Paribas Open                           | WTA 1000                                   | 9.489.532                                  | hardcourt, buiten                          | Asia Muhammad Demi Schuurs                 | Tereza Mihalíková Olivia Nicholls          | 6-2, 7-6                                   | details                                    |